# Quilije Arslã II
Quilije Arslã II ou Arslão II (em árabe: قلج أرسلان; romaniz.: Qilij Arslān; em turco: II. Kılıç Arslan), também conhecido como Clitziastlã [carece de fontes?]  (em grego medieval: Κλιτζιασθλάν; em árabe: عز الدين قلج أرسلان بن مسعود, 'Izz al-Dīn Qilij Arslān bin Mas'ūd - "Espada Leão") foi um sultão seljúcida do Sultanato de Rum de 1156, quando morreu seu pai, Maçude I, até a sua morte em 1192.

## História
Como Arnoldo de Lubeque relata em sua Crônica dos Eslavos (Chronica Slavorum), ele estava presente no encontro de Henrique, o Leão, com Quilije Arslã durante a peregrinação do primeiro a Jerusalém em 1172. Quando eles se encontraram, perto de Tarso, o sultão o abraçou e o beijou, lembrando-o de que eles eram parentes de sangue (amplexans et deosculans eum, dicens, eum consanguineum suum esse em latim). Quando o duque germânico pediu detalhes sobre este parentesco, Quilije Arslã informou-lhe que "uma nobre senhora da terra dos germânicos se casou com um rei da Rússia e teve uma filha; a filha desta filha veio à nossa terra e eu sou descendente dela." O rei da Rússia em questão presume-se que tenha sido Esvetoslau II.
Em 1159, Quilije Arslã atacou o imperador bizantino Manuel I Comneno quando ele passou com seu exército perto de Icônio (Cônia), a capital do sultanato, retornando de negociações com Noradine na Síria. Em 1161, o sobrinho de Manuel, João Contostefano derrotou Arslã e o sultão teve que ir até Constantinopla numa demonstração de submissão. Em 1173, o sultão, agora em paz com os bizantinos, se aliou a Noradine contra o Emirado de Moçul.
O tratado de paz com os bizantinos durou até 1175, quando Quilije Arslã se recusou a entregar a Manuel os territórios conquistados dos danismêndidas, embora ambos os lados já viessem havia algum tempo construindo fortalezas e fortalecendo seus exércitos prevendo o reinício de uma guerra. Quilige ainda tentou negociar, mas Manuel invadiu o sultanato em 1176 com o objetivo de capturar Icônio. O sultão, porém, conseguiu derrotá-lo na Batalha de Miriocéfalo e forçou o imperador a negociar uma frágil paz.
Em 1179, Quilije Arslã capturou e manteve como prisioneiro Henrique I, o famoso conde de Champanhe, que estava retornando por terra de sua peregrinação a Jerusalém. O resgate foi pago pelo imperador bizantino e Henrique foi solto, mas morreu logo depois.
No ano seguinte, o sultão se aproveitou da instabilidade no Império Bizantino depois da morte de Manuel para consolidar seu domínio em toda a costa sul da Anatólia e se aliou a Saladino, o sucessor de Noradine. Então, em 1182, ele conseguiu capturar a cidade bizantina de Cotieu. Em 1185, ele firmou a paz com o imperador Isaac II Ângelo e, no ano seguinte, transferiu o poder para os seus nove filhos que, imediatamente, começaram a lutar entre si pelo controle. Apesar da aliança com Saladino, Quilije Arslã não conseguiu resistir aos exércitos da Terceira Cruzada, ainda que tenha conseguido destruir os restos do exército germânico após a morte de Frederico Barbarossa.
No final do século XII o palácio seljúcida de Alaeddin Kosku foi construído em Icônio, patrocinado por Quilije Arslã.
O sultão morreu em 1192 depois de prometer a sucessão a Caicosroes I, que continuou lutando, assim como seus irmãos, pelo controle do sultanato.